# Condemios de Arriba
Condemios de Arriba település Spanyolországban, Guadalajara tartományban. Condemios de Arriba Campisábalos, Condemios de Abajo, Albendiego, Prádena de Atienza, Gascueña de Bornova, Bustares, El Ordial, La Huerce és Galve de Sorbe községekkel határos. Lakosainak száma 113 fő (2024).

## Népesség
A település népessége az utóbbi években az alábbiak szerint változott:
| Lakosok száma | 162  | 181  | 177  | 169  | 153  | 129  | 126  | 123  | 111  | 113  |
|               | 2001 | 2004 | 2006 | 2009 | 2011 | 2014 | 2016 | 2019 | 2021 | 2024 |